# Szuperzsaru
A Szuperzsaru (eredeti cím olaszul: Poliziotto superpiù, angolul: Super Snooper) 1980-ban bemutatott amerikai–spanyol–olasz koprodukcióban készült akció–vígjáték, amelynek főszereplői Terence Hill és Ernest Borgnine. Az élőszereplős játékfilm rendezője Sergio Corbucci, producerei Vittorio Galiano és Josi W. Konski. A forgatókönyvet Sergio Corbucci és Sabatino Ciuffini írta, a zenéjét Frattelli La Bionda szerezte. A mozifilm az El Pico S.A., a TVI és a Transcinema gyártásában készült. Műfaja filmvígjáték.
Olaszországban 1980. szeptember 18-án, Amerikában 1981. október 2-án, Magyarországon 1982. október 28-án mutatták be a mozikban.

## Cselekmény
|  | Alább a cselekmény részletei következnek! |

David Speed, a fiatal közrendőr utolsó vacsoráját fogyasztja a kivégzése előtt. Míg a villamosszékbe kísérik, megelevenedik előtte az egész történet:
A fiatal és lelkes közrendőr Speedet felettese, Dunlop őrmester tréfából egy a floridai lápvidék közepén található indián faluba küldi egy parkolóbírság miatt. Egyikük sem tudhatja, hogy éppen akkor hajtanak végre a kiürített falu felett egy szupertitkos rakétakísérletet, amitől vörös omega-sugarak árasztják el a környéket.
A sugárzástól Speed különleges képességekre tesz szert: attól fogva átlát a falon és a fémen, tárgyakat mozgat a puszta akaraterejével, golyóálló, sérthetetlen, szupererős és szupergyors lesz. Még repülni is tud. Noha eleinte ő sem érti, mi történt vele, hamar megbarátkozik új és szuperképességeivel, miáltal egymás után kapja el a bűnözőket. Egyedül a vörös szín látványa blokkolja erejét, amit csak lassan ismer fel. Amíg valami vörös színű tárgy van a közelében, szuperképessége maradéktalanul elvész.
Képességeivel őrületbe kergeti főnökét, de menyasszonya sem fogadja igazán örömmel a változást. Az igazi probléma akkor kezdődik, amikor Speed elkezdi lebuktatni a város legnagyobb pénzhamisítójának, Tony Torpedónak az embereit. Tovább bonyolítja az ügyet, hogy Torpedo legközelebbi bűntársa Rosie Labouche, a fénykorán már túllévő egykori művésznő, Dunlop őrmester reménytelen örök szerelme. Noha Speeddel nem bírnak, végül Dunlop őrmestert Rosie segítségével csapdába csalják Torpedo pénzjegynyomdát rejtő halászhajóján, majd a fagyasztókamrába zárva a hajóval együtt elsüllyesztik.
Rosie vallomása alapján a hatóságok Speedet vádolják Dunlop megölésével, és halálra ítélik. Miután túlélte az akasztófát, sortüzet, gázkamrát, egy utolsó próbálkozásként villamosszékbe ültetik, de Rosie mesterkedései ellenére (vörös csokrot tétet pontosan a villamosszékkel szembe) azt is túléli, kitör a börtönből, majd kimenti az elsüllyedt hajóban kopogósra fagyott Dunlopot, és elkapja a repülőn menekülő Torpedo-bandát.
Hamarosan az esküvő következik, de Speed szuperképességeivel megbarátkozni nem bíró menyasszonya vörösre festett hajjal indul neki a házasságnak.
|  | Itt a vége a cselekmény részletezésének! |

## Szereplők
| Szerep                                | Színész            | Magyar hang       |
| ------------------------------------- | ------------------ | ----------------- |
| David Speed                           | Terence Hill       | Szersén Gyula     |
| Willy Dunlop őrmester                 | Ernest Borgnine    | Simon György      |
| Evelyn                                | Julie Gordon       | Balogh Erika      |
| Rosie Labouche                        | Joanne Dru         | Pásztor Erzsi     |
| Torpedo                               | Marc Lawrence      | Szatmári István   |
| Paradicsom                            | Salvatore Borghese | Papp János        |
| Paradicsom első embere                | Claudio Ruffini    | Dózsa László      |
| Paradicsom második embere             | Sergio Smacchi     | Dobránszky Zoltán |
| McEnroy kapitány                      | Lee Sandman        | Szabó Ottó        |
| Silvius                               | Herb Goldstein     | Komlós András     |
| Pap                                   | Harold Bergman     | Kenderesi Tibor   |
| Cirkuszi jegypénztáros                | Buffy Dee          | Dengyel Iván      |
| NASA-igazgató                         | Woody Woodbury     | Surányi Imre      |
| Bártulajdonos                         | Don Sebastian      | Láng József       |
| TV-riporter                           | Jack McDermott     | Varga T. József   |
| Idősebb rendőr a börtönkapuban        | Sam Siegel         | Csurka László     |
| Idős női szemtanú                     | Florance McGee     | Tábori Nóra       |
| Kövér férfi szemtanú                  | Clarence Thomas    | Koroknay Géza     |
| Sandy, Torpedo embere                 | Sandy Mielke       | Benkóczy Zoltán   |
| Kék öltönyös férfi a kivégzésnél      | Dan Fitzgerald     | Makay Sándor      |
| Halász                                | Julian Voloshin    | Haraszin Tibor    |
| Josh, rendőr                          | N/A                | Konrád Antal      |
| Néger rab                             | N/A                | Orosz István      |
| Tisztviselő                           | N/A                | Fillár István     |
| Napszemüveges rendőr a balesetnél     | N/A                | Juhász Jácint     |
| Kórházi orvos                         | N/A                | Dunai Tamás       |
| Torpedo kék inges embere a Barracudán | N/A                | Sörös Sándor      |
| Zsebtolvaj a futball stadionból       | N/A                | Izsóf Vilmos      |
| Kórházi hangosbemondó                 | N/A                | Czigány Judit     |
| Pap az esküvőn                        | N/A                | Kéry Gyula        |

## Televíziós megjelenések
TV-1 / MTV 1, RTL Klub, Film+, Poén TV / Prizma TV / RTL+ / RTL Három, Cool, Film+ 2